# Ель Гордо (скупчення галактик)
Ель Гордо (ісп. El Gordo, букв. Товстун) (ACT-CL J0102-4915 або SPT-CL J0102-4915) — найбільше віддалене скупчення галактик, яке спостерігалось на відстані до нього і далі станом на 2011 р. На 2014 рік воно тримало рекорд як найбільше віддалене скупчення галактик з масою 3 квадрильйони мас Сонця. Його виявив телескоп Чандра NASA, Атакамський космологічний телескоп Національного наукового фонду та Дуже великий телескоп Європейської південної обсерваторії.
Скупчення галактик має офіційну назву ACT-CL J0102-4915, але дослідники дали йому прізвисько «Ель Гордо», що означає «Товстун» іспанською. Скупчення розташовано на відстані понад 7 млрд св.р. від Землі.
Відкриття та результати досліджень «Ель Гордо» були повідомлені на 219-й зустрічі Американського астрономічного товариства у Остіні, Техас, США.

## Спостереження

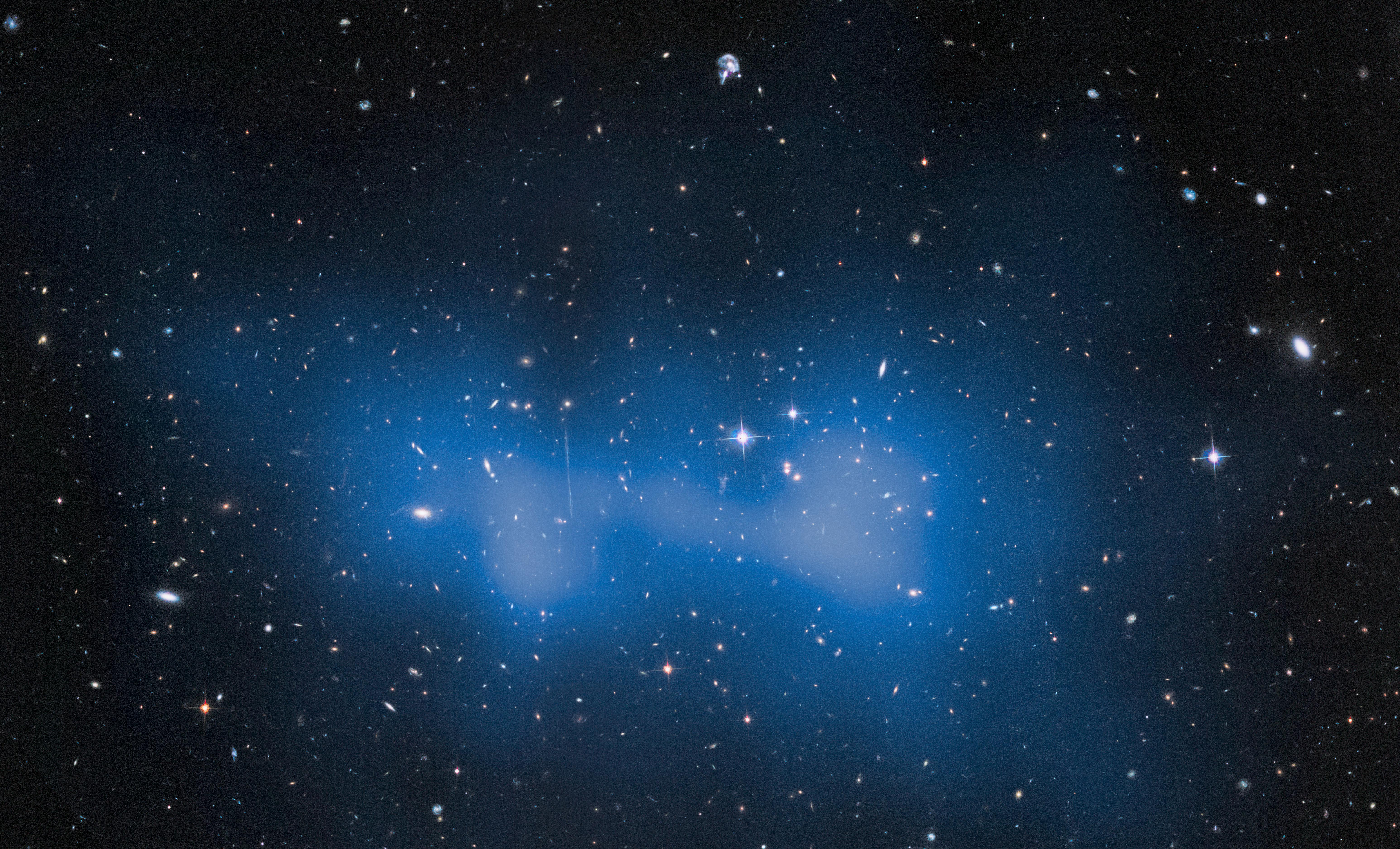
Фото ACT-CL J0102-4915, зроблене телескопом Габбл.

Феліпе Менанто (який тоді працював у Рутгерському університеті) очолював дослідження і зазначив, що «це скупчення є найбільш масивним, налічує понад 8*10^12 сонячних систем, і випромінює найбільше рентгенівських променів з усіх скупчень на відстані до нього та далі».
Дані з Дуже великого телескопу та телескопу Чандра показують, що Ель Гордо складається з двох окремих підскупчень галактик, які стикаються зі швидкістю декілька мільйонів км на годину. Ці спостереження (на основі рентгенівських даних та інших характеристик) дозволяють припустити, що «Ель Гордо» ймовірно сформувався чином, схожим на скупчення Куля, розташоване у 4 млрд св.р. від Землі. За словами Крістобала Сіфона з Понтифікального католицького університету Чилі, «ми вперше знайшли систему, схожу на скупчення Куля на такій великій відстані».